# Гертген тот Сінт Янс
Гертген тот Сінт Янс, або Ґертґен тот Сінт Янс, Герріт ван Гарлем (нід. Geertgen tot Sint Jans; 1460, Лейден? — близько 1490, Гарлем) — північно-нідерландський живописець, представник доби Раннього Відродження.

## Біографія
Цей рано померлий художник, який працював у Гарлемі, є однією з найбільш значних фігур північно-нідерландського живопису кінця XV століття. Можливо навчався в Гарлемі в майстерні Алберта ван Оуватера. Був знайомий з творчістю художників Гента та Брюгге. У Гарлемі як підмайстер живописця жив при ордені іоаннітів — звідси й прізвисько «з [монастиря] Святого Івана» (tot Sint Jans). Для живописної манери Гертгена характерні тонка емоційність у трактуванні релігійних сюжетів, увага до явищ повсякденного життя і вдумливість, поетично-одухотворене опрацювання деталей. Усе це отримає розвиток у реалістичності нідерландського живопису наступних століть.

## «Поклоніння немовляті»
Вважається видатним майстром релігійної картини. Він збагатив трактування пейзажу, першим написав нічну сцену, в якій джерелом світла є немовля Христос. У відомому творі «Поклоніння немовляті» символічний зміст художник висловлює реалістичними засобами, що наповнюють образ наївною поезією: в глухій ночі з'являється нове джерело сліпучо яскравого світла — божественне немовля.

## «Свята рідня»
У протяжному просторі відбитого ним готичного інтер'єру відчувається засвоєння традицій великих майстрів раннього Північного Відродження, які затвердили на початку XV століття принципи безперервно-цілісного зображення величного та гармонійного світотворення.

## Поліптих для ордена Святого Івана в Гарлемі
Приблизно в 1484 році Гертген виконав свій наймасштабніший твір. Триптих був розрізнений, стулки втрачені: збереглися лише «Оплакування Христа» та «Доля праху святого Івана Хрестителя» (Відень, Музей історії мистецтв).

## Галерея

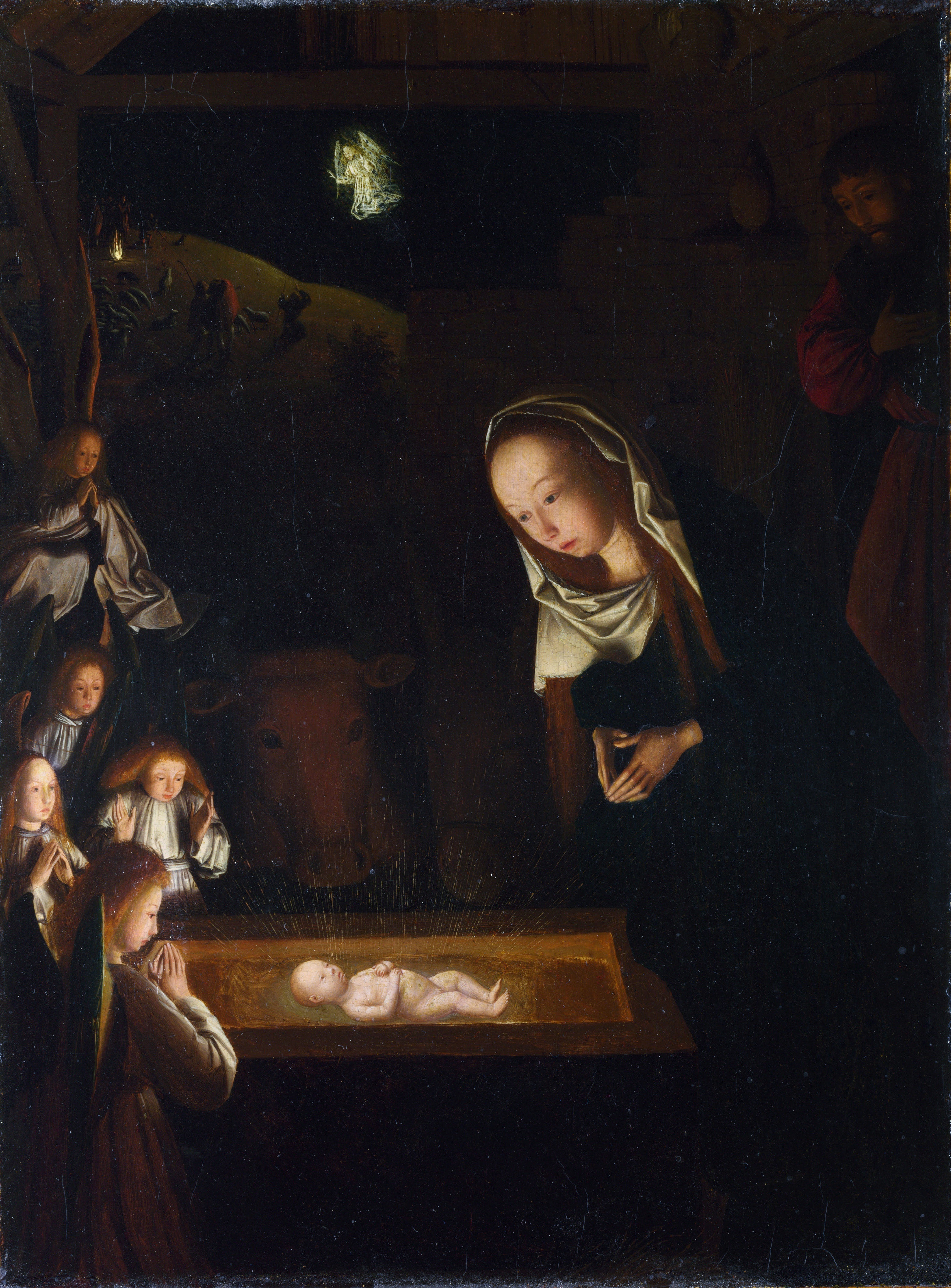
«Нічне Різдво». бл. 1490. Національна галерея. Лондон
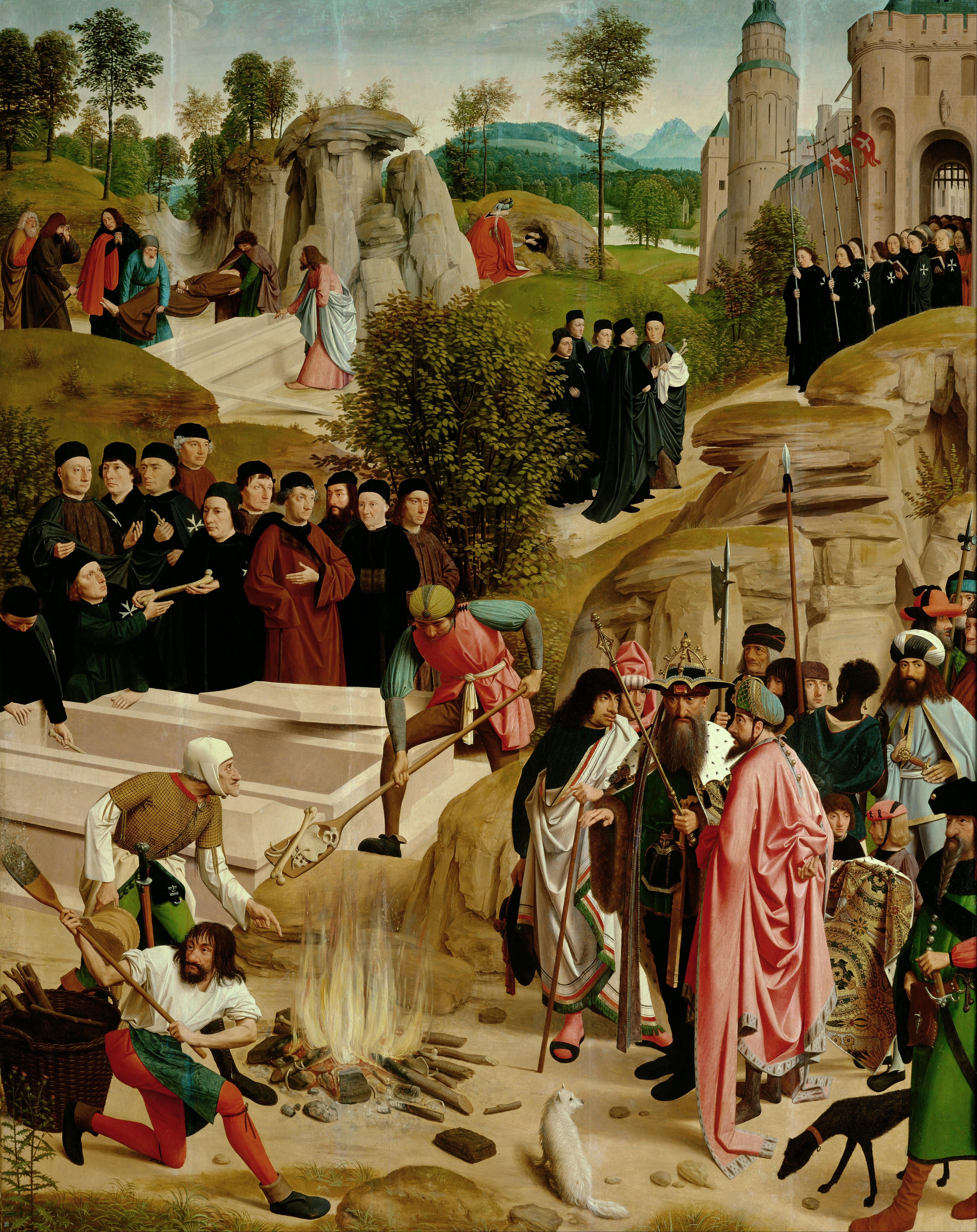
«Доля праху святого Івана Хрестителя», бл. 1484. Музей історії мистецтв, Відень
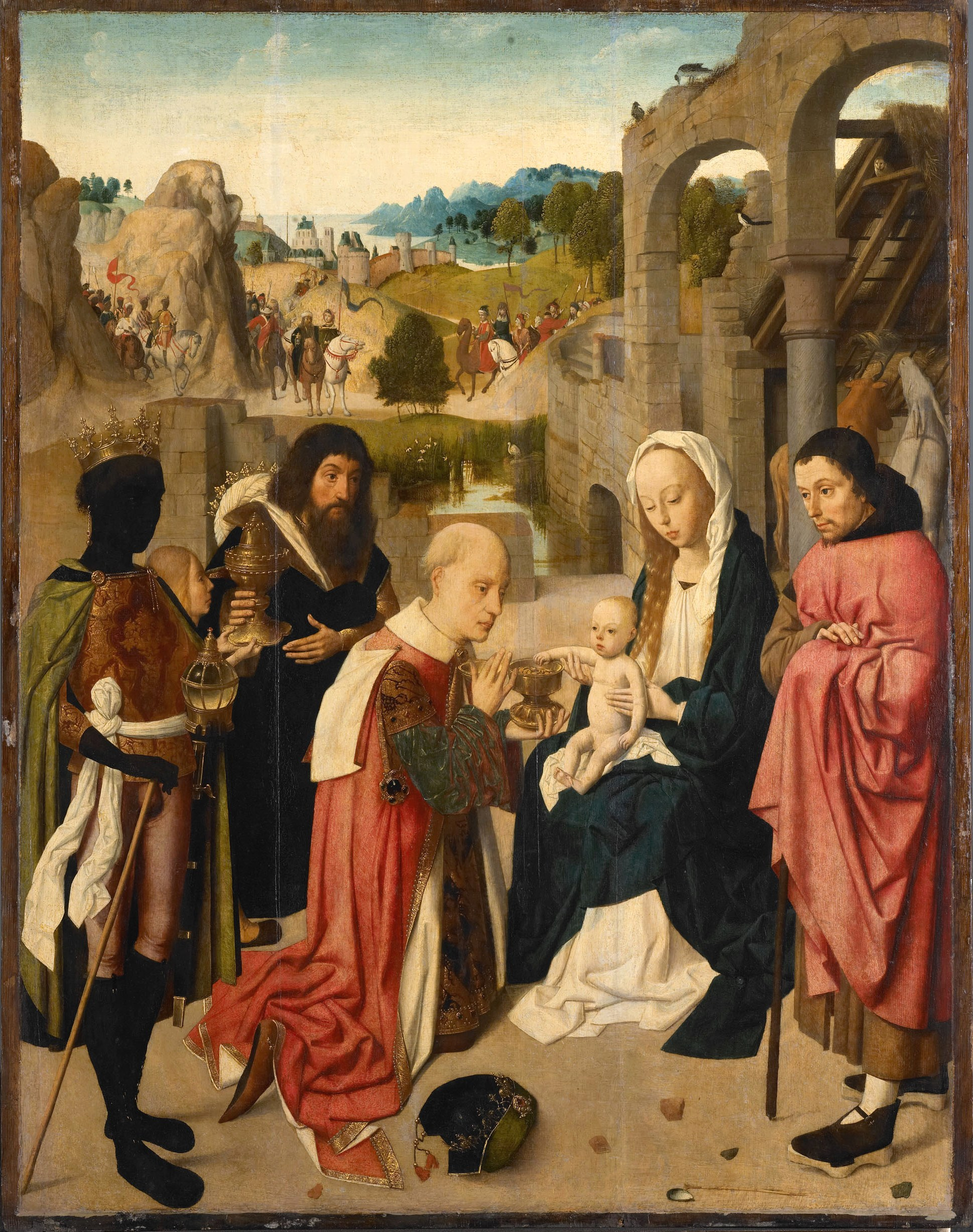
«Поклоніння волхвів». бл. 1485. Державний музей. Амстердам
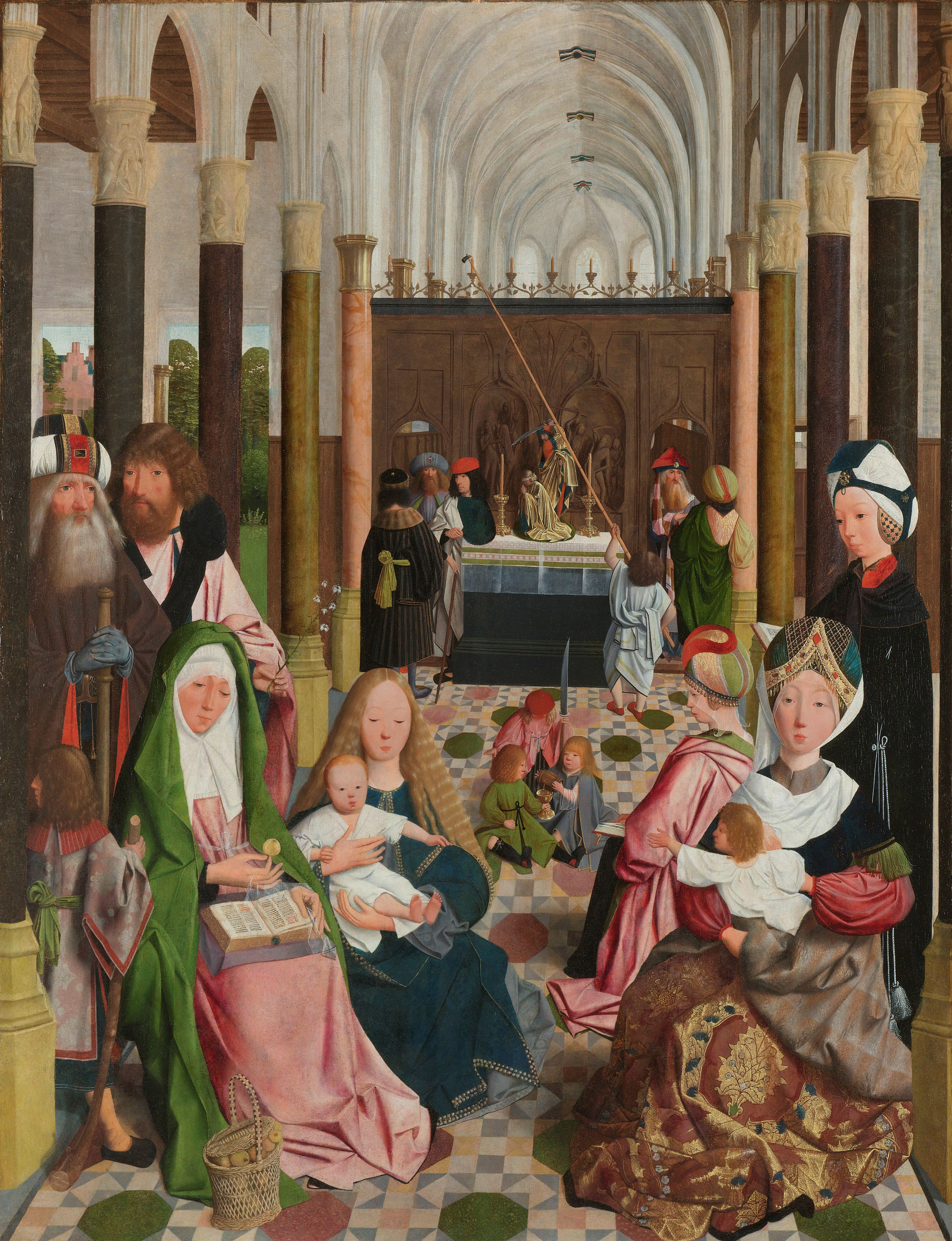
«Святе сімейство». бл. 1490. Державний музей. Амстердам